# Liste der Naturdenkmale in Korb (Württemberg)
| Naturdenkmale | Anzahl |
| ------------- | ------ |
| FND           | 8      |
| END           | 1      |
| Gesamt        | 9      |

Die Liste der Naturdenkmale in Korb nennt die verordneten Naturdenkmale (ND) der im baden-württembergischen Rems-Murr-Kreis liegenden Gemeinde Korb. In Korb gibt es insgesamt neun als Naturdenkmal geschützte Objekte, davon acht flächenhafte Naturdenkmale (FND) und ein Einzelgebilde-Naturdenkmal (END).
Stand: 29. Oktober 2016.

## Einzelgebilde (END)
| Name                                        | Bild | Kennung     | Einzelheiten | Position | Fläche Hektar | Datum         |
| ------------------------------------------- | ---- | ----------- | ------------ | -------- | ------------- | ------------- |
| 1 Winterlinde beim Steinreinacher Kirchturm |      | 81190410007 | Korb         | ⊙        | 0,0           | 13. Nov. 1992 |
| Legende für Naturdenkmal                    |      |             |              |          |               |               |

## Ehemalige Naturdenkmale
| Name                     | Bild | Kennung | Einzelheiten | Position | Fläche Hektar | Datum         |
| ------------------------ | ---- | ------- | ------------ | -------- | ------------- | ------------- |
| Pyramidenpappel          |      |         | Korb         | ???      | 0,0           | 30. Juli 1974 |
| Legende für Naturdenkmal |      |         |              |          |               |               |